# Stubal, Vladičin Han
Stubal (izvirno srbsko Стубал) je naselje v Srbiji, ki upravno spada pod Občino Vladičin Han; slednja pa je del Pčinjskega upravnega okraja.

## Demografija
V naselju živi 842 polnoletnih prebivalcev, pri čemer je njihova povprečna starost 37,1 let (35,8 pri moških in 38,4 pri ženskah). Naselje ima 336 gospodinjstev, pri čemer je povprečno število članov na gospodinjstvo 3,31.
To naselje je, glede na rezultate popisa iz leta 2002, večinoma srbsko.
|  |

| Demografija | Demografija     | Demografija     |
| Leto        | Št. prebivalcev | Št. prebivalcev |
| ----------- | --------------- | --------------- |
|             |                 |                 |
|             |                 |                 |
|             |                 |                 |
|             |                 |                 |
| 1948        | 1028            |                 |
| 1953        | 957             |                 |
| 1961        | 785             |                 |
| 1971        | 646             |                 |
| 1981        | 815             |                 |
| 1991        | 1008            | 1004            |
| 2002        | 1120            | 1113            |
|             |                 |                 |

| Etnična sestava po popisu iz leta 2002 | Etnična sestava po popisu iz leta 2002 | Etnična sestava po popisu iz leta 2002 | Etnična sestava po popisu iz leta 2002 | Etnična sestava po popisu iz leta 2002 |
| -------------------------------------- | -------------------------------------- | -------------------------------------- | -------------------------------------- | -------------------------------------- |
| Srbi                                   | Srbi                                   |                                        | 936                                    | 84,09%                                 |
| Romi                                   | Romi                                   |                                        | 165                                    | 14,82%                                 |
| Hrvati                                 | Hrvati                                 |                                        | 6                                      | 0,53%                                  |
| Neznano                                | Neznano                                |                                        | 0                                      | 0,0%                                   |